# Two and a Half Men/Staffel 7
Die siebte Staffel der US-amerikanischen Sitcom Two and a Half Men feierte ihre Premiere am 21. September 2009 auf dem Sender CBS. Die deutschsprachige Erstausstrahlung sendete der österreichische Free-TV-Sender ORF eins vom 4. September 2010 bis zum 19. Februar 2011.
Im deutschsprachigen Raum wurde die erste Staffel unter dem Titel „Mein cooler Onkel Charlie“ ausgestrahlt. Ab der zweiten Staffel wurde der amerikanische Originaltitel verwendet und der deutsche Titel als Zusatz angehängt: Two and a Half Men – Mein cooler Onkel Charlie.

## Darsteller
| Figur                            | Darsteller            | Deutscher Sprecher        |
| -------------------------------- | --------------------- | ------------------------- |
| Charles „Charlie“ Francis Harper | Charlie Sheen         | Benjamin Völz             |
| Dr. Alan Jerome Harper           | Jon Cryer             | Viktor Neumann            |
| Jacob „Jake“ David Harper        | Angus T. Jones        | Adrian Kilian             |
| Evelyn Harper                    | Holland Taylor        | Kerstin Sanders-Dornseif  |
| Judith Melnick (vormals Harper)  | Marin Hinkle          | Christin Marquitan        |
| Berta                            | Conchata Ferrell      | Regina Lemnitz            |
| Chelsea                          | Jennifer Taylor       | Schaukje Könning          |
| Dr. Herb Melnick                 | Ryan Stiles           | Oliver Siebeck            |
| Melissa                          | Kelly Stables         | Sonja Spuhl               |
| Lyndsey McElroy                  | Courtney Thorne-Smith | Claudia Kleiber           |
| Eldridge McElroy                 | Graham Patrick Martin | Constantin von Jascheroff |

## Episoden
| Nr. (ges.) | Nr. (St.) | Deutscher Titel                      | Originaltitel                       | Erstausstrahlung USA | Deutschsprachige Erstausstrahlung (A) | Regie         | Drehbuch |
| --- | --------- | ------------------------------------ | ----------------------------------- | -------------------- | ------------------------------------- | ------------- | --- |
| 140 | 1         | Oxofrmbl                             | 818-jklpuzo                         | 21. Sep. 2009        | 4. Sep. 2010                          | James Widdoes | Handlung: Chuck Lorre, Lee Aronsohn & Mark Roberts Schauspiel: Eddie Gorodetsky, Don Foster & Susan Beavers                                  |
| Charlies Ex-Verlobte Mia will eine neue Karriere als Sängerin starten und bittet Charlie, ihr dabei zu helfen. Da Charlie jedoch glaubt, dass er dadurch seine Beziehung zu Chelsea gefährden könnte, lehnt er zuerst ab. Chelsea rät ihm jedoch, ihr zu helfen, wenn er keine Gefühle mehr für sie hegt, und deshalb hilft Charlie ihr doch. Als Charlie mit Mia für ihr Demotape probt, stellt er fest, dass sie kein Talent fürs Singen hat, entdeckt jedoch wieder Gefühle für sie und behält seine Bedenken für sich. Als Charlie Verstopfungen bekommt, rät ihm seine Psychologin, sich für eine Frau zu entscheiden, um sich endlich wieder erleichtern zu können. Charlie entscheidet sich für Chelsea und offenbart Mia, dass sie kein Talent hat und dass er nicht mit ihr zusammen sein kann. Alan kommt derweil wieder mit Melissa zusammen und lässt sie Stück für Stück bei sich einziehen.            |           |                                      |                                     |                      |                                       |               | |
| 141 | 2         | Stark und durchsetzungsfähig         | Whipped Unto the Third Generation   | 28. Sep. 2009        | 11. Sep. 2010                         | James Widdoes | Mark Roberts |
| Melissa beschließt, dass sie, wenn sie sowieso bei Alan wohnt, auch ihre Möbel in Charlies Haus bringen kann. Als Charlie davon erfährt, reagiert er nicht erfreut, findet sich jedoch damit ab, weil Chelsea ihm ins Gewissen redet. Als Melissa und Alan sich immer mehr im Haus erlauben und schließlich eine Party feiern, ohne Charlie einzuweihen, beschließt Charlie ins Hotel zu gehen. Als Alan alleine mit den beiden Frauen ist, übernehmen diese schnell die Oberhand, und Alan zieht ebenfalls ins Hotel zu Charlie. Um wieder in „ihr“ Haus zu kommen, schicken sie Evelyn ins Haus, die nebenbei erwähnt, dass Charlie auch mal etwas mit Melissa hatte. |           |                                      |                                     |                      |                                       |               | |
| 142 | 3         | Hm, Fisch, den fress ich             | Mmm, fish. Yum                      | 5. Okt. 2009         | 18. Sep. 2010                         | James Widdoes | Handlung: Chuck Lorre, Lee Aronsohn & Don Foster Schauspiel: Eddie Gorodetsky, Susan Beavers & Jim Patterson                                 |
| Judith und Herb fahren ein Wochenende weg und lassen ihre Tochter, Milly, bei Judiths Mutter Leonore. Weil Leonore weder die Alarmanlage deaktivieren noch Milly beruhigen kann, ruft sie Alan an, der gerne vorbeikommt, um etwas Zeit mit seiner Tochter zu verbringen. Jake hofft derweil, mit Charlies Auto fahren zu dürfen, und nutzt die Gelegenheit, dass Charlie eine Katze überfahren hat, als Druckmittel gegen ihn. |           |                                      |                                     |                      |                                       |               | |
| 143 | 4         | Hundeentwurmer, Pferdebesamer        | Laxative Tester, Horse Inseminator  | 12. Okt. 2009        | 25. Sep. 2010                         | James Widdoes | Handlung: Susan Beavers & Eddie Gorodetsky Schauspiel: Chuck Lorre, Lee Aronsohn & Mark Roberts                                              |
| Weil Melissa nicht mehr zu Alan nach Hause kommen will, sucht Alan nach günstigen Alternativen, um sich mit Melissa zu vergnügen. Als Alan jedoch nicht ins Hotel gehen will, sondern Melissa in sein Auto mitnimmt, wird es ihr zu viel, und sie trennt sich von ihm. Um Melissa davon zu überzeugen, dass er viel für sie empfindet, lädt er sie in eines der Vorführhäuser seiner Mutter ein, was jedoch schrecklich endet, da Evelyn das Haus einem interessierten Pärchen zeigen will. Charlie versucht derweil ein besseres Verhältnis zwischen Jake und Chelsea zu schaffen, und wird dabei selbst zum Problem. |           |                                      |                                     |                      |                                       |               | |
| 144 | 5         | Der kleine Furzmeister               | For the Sake of the Child           | 19. Okt. 2009        | 2. Okt. 2010                          | James Widdoes | Handlung: Chuck Lorre, Lee Aronson & Mark Roberts Schauspiel: Don Foster & Jim Patterson                                                     |
| Charlie und Alan streiten sich wie ein altes Ehepaar in der Öffentlichkeit, was Jake sehr unangenehm ist. Da die beiden sich auch zuhause ständig streiten und sich auch über Jake lustig machen, beschließt Jake seine Wochenenden von nun an bei seiner Mutter zu verbringen. Um Jake eine bessere Umgebung bieten zu können, machen Alan und Charlie einen Streitbewältigungskurs, den Alan auch mit Judith vor ihrer Scheidung gemacht hat. Als Charlie und Alan zu Jake fahren und ihn bitten wieder zu ihnen zu kommen, will er immer noch nicht mitkommen, wird jedoch von seiner Mutter hinausgeschmissen und muss das Wochenende doch in Malibu verbringen. |           |                                      |                                     |                      |                                       |               | |
| 145 | 6         | Brustfrust                           | Give Me Your Thumb                  | 2. Nov. 2009         | 9. Okt. 2010                          | James Widdoes | Handlung: Chuck Lorre & Mark Roberts Schauspiel: David Richardson                                                                            |
| Chelsea leidet unter starken Rückenschmerzen. Als Alan davon erfährt, schlägt er ihr eine Brustverkleinerung vor, die sie von ihren Schmerzen befreien soll. Charlie sichert Chelsea zwar seine Unterstützung zu, doch gefällt es ihm gar nicht, sich nach der Operation mit halben Portionen abfinden zu müssen. Um seinen Frust herauszulassen, wirft er Alan kurzerhand aus dem Haus, der wieder bei seiner Mutter einzieht. Als Chelsea ihren Brustverkleinerungstermin hat, deutet Charlie an, dass er sich von nun an mehr Chelseas Hintern widmen will, worauf Chelsea den Termin absagt und mit ihren Schmerzen lebt. |           |                                      |                                     |                      |                                       |               | |
| 146 | 7         | Die reine Unbeschmutztheit           | Untainted by Filth                  | 9. Nov. 2009         | 16. Okt. 2010                         | James Widdoes | Handlung: Chuck Lorre, Lee Aronsohn & Don Foster Schauspiel: Susan Beavers & Jim Patterson                                                   |
| Da für Charlies und Chelseas Hochzeit immer noch kein Termin feststeht, organisiert Evelyn einen der begehrten Hochzeitstermine im Bel-Air Hotel. Weil Charlie keinen guten Grund gegen eine Hochzeit im Juni finden kann, gibt er schließlich nach und akzeptiert den Termin. Um Chelseas nervendem Euphemismus aus dem Weg zu gehen, fahren Charlie und Alan in eine Bar, wo Alan eine Frau kennenlernt und Charlie bittet, seine besondere Wirkung auf Frauen für ihn einzusetzen. Als Charlie und Alan am nächsten Tag aufwachen, liegen sie zu dritt, nur mit Unterhosen bekleidet, bei der Frau aus der Bar im Bett. Im Taxi nach Hause schwören sie sich, niemals ein Wort über den Abend zu verlieren und ihn schnell wieder zu vergessen. |           |                                      |                                     |                      |                                       |               | |
| 147 | 8         | Sabber, Lechz, Schmacht              | Gorp. Fnark. Schmegle.              | 16. Nov. 2009        | 23. Okt. 2010                         | James Widdoes | Handlung: Chuck Lorre, Lee Aronsohn & Mark Roberts Schauspiel: Eddie Gorodetsky, Susan Beaves & Jim Patterson                                |
| Chelseas College-Freundin Gail hat sich von ihrem Mann getrennt und erholt sich für einige Tage in Charlies Haus von der Trennung. Da Gail sehr hübsch ist, sind Berta und alle anderen männlichen Hausbewohner hin und weg von ihr. Charlie, der Gail auch sehr attraktiv findet, hat Bedenken, dass er Chelsea untreu werden könnte, und sucht verzweifelt nach einem Plan, Gail auf schonende Weise loszuwerden. Charlies Idee, Alan auf Gail „loszulassen“, geht auf, und Gail geht freiwillig wieder nach Hause. |           |                                      |                                     |                      |                                       |               | |
| 148 | 9         | Die haarähnliche Substanz            | Captain Terry’s Spray-On Hair       | 23. Nov. 2009        | 2. Nov. 2010                          | James Widdoes | Handlung: Don Foster, Eddie Gorodetsky, Susan Beavers & Jim Patterson Schauspiel: Chuck Lorre, Lee Aronsohn & Mark Roberts                   |
| Chelsea erzählt Charlie beiläufig, dass sie beim Sex mit ihm schon seit längerem keinen Orgasmus mehr gehabt hat, was Charlies Bild von ihrer Beziehung komplett ändert. Weil Charlie glaubt, dass der Grund dafür, dass Chelsea keine Orgasmen mehr hat, er ist, versucht er seine Attraktivität zu steigern, was jedoch misslingt. Als Charlie das Problem anspricht, offenbart Chelsea ihm, dass ihr Exmann erneut heiratet, und dass sie sich dadurch belastet fühlt und auch nicht mehr zum Orgasmus kommt. Alan versucht ebenfalls seine Attraktivität zu steigern, indem er sich eine „haarähnliche Substanz“ auf den Kopf sprüht, um seine wachsende Glatze zu verbergen, was jedoch ebenfalls scheitert. |           |                                      |                                     |                      |                                       |               | |
| 149 | 10        | Eiertanz                             | That’s Why They Call It Ball Room   | 7. Dez. 2009         | 9. Nov. 2010                          | James Widdoes | Handlung: Chuck Lorre & Jim Patterson Schauspiel: Lee Aronsohn, Mark Roberts, Don Foster & Eddie Gorodetsky                                  |
| Chelsea und Charlie nehmen zusammen Tanzstunden, damit sich Charlie nicht bei seinem Hochzeitstanz blamiert. In einer ruhigen Minute fragt er Chelsea, was sie von einem Ehevertrag hält, und ist überrascht, dass sie ohne Widerspruch einwilligt. Als sie ihm daraufhin offenbart, dass sie selbst ebenfalls Hausbesitzerin ist, bricht für Charlie eine Welt zusammen. Charlie ist sich nun unsicher, warum Chelsea ihn überhaupt heiraten will, wenn nicht wegen seines Geldes. Mit der Zeit findet sich Charlie aber damit ab, dass seine zukünftige Ehefrau auch Geld hat, und die beiden versöhnen sich wieder. |           |                                      |                                     |                      |                                       |               | |
| 150 | 11        | Fest der Liebe                       | Warning, It’s Dirty                 | 14. Dez. 2009        | 16. Nov. 2010                         | James Widdoes | Handlung: Chuck Lorre & Mark Roberts Schauspiel: Eddie Gorodetsky & Don Foster                                                               |
| Es ist Weihnachtsabend, und Alan bereitet das Festessen vor. Jake nutzt derweil die Gelegenheit, dass seine Freundin nicht da ist, um ein Mädchen am Strand anzubaggern. Charlie und Evelyn unterstützen Jake mit hilfreichen Tipps, wohingegen Alan versucht die Beziehung der beiden zu unterbinden. Als Jakes Freundin Celeste doch noch spontan auftaucht, hat Jake jedoch keine Ausrede und nun auch keine Freundin mehr. Evelyn hat auch einen Mann zum Weihnachtsfest mitgenommen. Die beiden haben jedoch keine richtige Beziehung, sondern Evelyn wittert ein gutes Immobiliengeschäft. |           |                                      |                                     |                      |                                       |               | |
| 151 | 12        | Furzwitze, Torte und Celeste         | Fart Jokes, Pie and Celeste         | 11. Jan. 2010        | 23. Nov. 2010                         | James Widdoes | Handlung: Chuck Lorre, Lee Aronsohn, Mark Roberts & Don Foster Schauspiel: Susan Beavers, Eddie Gorodetsky, Jim Patterson & David Richardson |
| Jake versucht seine Exfreundin Celeste wieder zurückzugewinnen, indem er ihr ein Lied schreibt und es ihr vorträgt. Als das nicht klappt, sucht Jake Rat bei Charlie, der ihm rät, sich unterwürfig zu zeigen und um Vergebung zu winseln, was jedoch auch nicht klappt. Alan hat derweil wieder einmal Pech bei seinem Onlinedate und sucht daher menschliche Nähe bei seinen Bekannten. Einen Leidensgenossen findet er in Judiths Mann Herb, der ebenfalls niemandem zum Reden hat. Als Judith von Alan und Herbs Treffen erfährt, unterbindet sie diese, und Alan muss den Kontakt zu Herb abbrechen. |           |                                      |                                     |                      |                                       |               | |
| 152 | 13        | Keine Polypen                        | Yay, No Polyps!                     | 18. Jan. 2010        | 30. Nov. 2010                         | James Widdoes | Handlung: Chuck Lorre & Lee Aronsohn Schauspiel: Mark Roberts, Don Foster & Jim Patterson                                                    |
| Chelsea schlägt Charlie vor, für eine Woche ihre Eltern in Illinois zu besuchen, woraufhin Charlie nach einer Ausrede sucht und beschließt, Chelsea eine Darmspiegelung vorzutäuschen. Als Chelsea beschließt, ihn selbst ins Krankenhaus zu fahren, vereinbart er kurzfristig tatsächlich einen Termin für eine Darmspiegelung. Chelsea durchschaut Charlies Plan jedoch und lädt ihre Eltern ein, nach Malibu zu kommen, wo sie bei Charlies Rückkehr aus dem Krankenhaus bereits warten. Um Tom, Chelseas Vater, besser kennenzulernen, gehen er, Charlie und Alan in eine Bar. In der Bar regt Tom sich zuerst über ein homosexuelles Pärchen auf, stellt jedoch fest, dass die beiden zusammen glücklich sind und dass er selbst lieber mit seinem ehemaligen Navy-Kollegen Edward zusammen wäre als mit seiner Frau.                                                                                           |           |                                      |                                     |                      |                                       |               | |
| 153 | 14        | Der Familien-Rottweiler – Teil 1     | Crude and Uncalled For (1)          | 1. Feb. 2010         | 18. Dez. 2010                         | James Widdoes | Handlung: Chuck Lorre & Lee Aronsohn Schauspiel: Mark Roberts, Don Foster & Eddie Gorodetsky                                                 |
| Alan schlägt bei einem Blind Date einen Mann zusammen, da dieser sich an Alans Dame herangemacht hat, und verbringt daraufhin eine Nacht im Gefängnis. Damit Alan nicht noch einmal ins Gefängnis muss, arrangieren Charlie und Evelyn einen Spitzenanwalt für Alan, der ihn vor dem Knast bewahrt. Zur Feier des Tages lädt er Alan, Charlie und Chelsea auf seine Pferderanch ein, wo er ein Fest für arme Kinder veranstaltet. Da Charlie weder Pferde noch Kinder gerne hat, bleibt er mit Alan zu Hause, während Chelsea alleine auf die Veranstaltung geht. Als Charlie klar wird, dass Alans Anwalt Brad einen Konkurrenten für ihn darstellt, fährt er mit Alan und Jake zur Ranch. Auf dem Weg zur Ranch verfahren sie sich jedoch und kommen erst spät abends, und ohne jemals auf der Ranch angekommen zu sein, wieder nach Hause.                                                                        |           |                                      |                                     |                      |                                       |               | |
| 154 | 15        | Charlies Engel – Teil 2              | Aye, Aye, Captain Douche (2)        | 8. Feb. 2010         | 8. Jan. 2011                          | James Widdoes | Handlung: Chuck Lorre, Lee Aronsohn & Susan Beavers Schauspiel: Mark Roberts, Don Foster & Jim Patterson                                     |
| Chelsea kommt erst spät in der Nacht von Brads Ranch wieder, woraufhin Charlie sich Sorgen macht, ob die beiden nach der Veranstaltung noch etwas zu zweit unternommen haben. Als er Chelsea darauf anspricht, bricht ein Streit zwischen den beiden aus, und Chelsea zieht vorübergehend zu ihrem Vater. Als die beiden sich in einem Café treffen, um sich auszutauschen, ist Charlie verkatert und übergibt sich auf ein Baby. Chelsea, die tatsächlich Gefühle für Brad hegt, verschwindet aus dem Café und lässt Charlie wieder alleine zurück. |           |                                      |                                     |                      |                                       |               | |
| 155 | 16        | Der Kirchenbesuch                    | Tinkle Like a Princess              | 1. März 2010         | 15. Jan. 2011                         | James Widdoes | Handlung: Chuck Lorre & Lee Aronsohn Schauspiel: Mark Roberts, Don Foster & Jim Patterson                                                    |
| Das Verhältnis zwischen Charlie und Chelsea ist nicht besser geworden, und Chelsea beschließt, dass es besser ist, wenn sie ihre Sachen bei Charlie abholt und bei ihrem Vater unterbringt. Nachdem Chelsea ihre letzten Kisten abgeholt hat, verfällt Charlie in tiefe Depressionen und schließt sich in seinem Zimmer ein. Als Alan ihn nach drei Tagen aus seiner Zimmer herausholt, rappelt Charlie sich auf und trifft auf dem Weg zum Stripclub Betsy, die er mit nach Las Vegas nimmt, wo die beiden heiraten. Nachdem Charlie mit der neuen Miss Harper nach Hause kommt und Betsy seiner ganzen Familie vorgestellt hat, stellt sich heraus, dass Betsy bereits verheiratet ist. Charlie, der somit eine verheiratete Frau geheiratet hat, stört sich daran wenig und hat wieder einmal ein Wochenende heißen Sex gehabt, ohne im Nachhinein irgendwelche Verpflichtungen zu haben.                         |           |                                      |                                     |                      |                                       |               | |
| 156 | 17        | Ich habe deinen Schnurrbart gefunden | I Found Your Moustache              | 8. März 2010         | 22. Jan. 2011                         | James Widdoes | Handlung: Chuck Lorre, Lee Aronsohn & Mark Roberts Schauspiel: Don Foster, Eddie Gorodetsky & Jim Patterson                                  |
| Nachdem Alan es endlich geschafft hat, Charlie aus dem Haus zu locken, gehen die beiden ins Kino, wo sie unglücklicherweise auf Chelsea und Brad treffen. Da Charlie die beiden nicht den ganzen Film über sehen will, verlässt er mit Alan das Kino und legt sich mit ihm vor Chelseas Wohnung auf die Lauer, um zu sehen, ob sie nach Hause kommt oder zu Brad geht. Als Chelsea von Brad abgesetzt wird und daraufhin in ihr eigenes Auto steigt, verfolgen die zwei sie bis nach Malibu, wo sie bei Charlie auf die beiden wartet. Chelsea offenbart Charlie, dass sie ihn sehr vermisst, und die beiden verbringen die Nacht zusammen. Am nächsten Morgen gesteht Chelsea, dass sie Charlie zwar immer noch liebt, aber trotzdem nicht wieder mit ihm zusammenziehen will, und fährt nach Hause. |           |                                      |                                     |                      |                                       |               | |
| 157 | 18        | Hopp, auf den Tisch                  | Ixnay on the Oggie Day              | 22. März 2010        | 29. Jan. 2011                         | James Widdoes | Handlung: Don Foster, Eddie Gorodetsky & Jim Patterson Schauspiel: Chuck Lorre, Lee Aronsohn & Mark Roberts                                  |
| Als Charlie, Alan und Jake zusammen Pizza essen sind, treffen sie zufällig Chelseas beste Freundin Gail. Da Gail auch frisch getrennt ist, verabredet sie sich mit Charlie, und es dauert nicht lange, bis die beiden im Bett landen. Die schöne Situation für Charlie gerät jedoch ins Wanken, als Chelsea aus Mexiko anruft und ihm berichtet, dass es mit Brad nicht geklappt hat und dass sie sich nach ihm sehnt. Alan hat derweil Probleme in seiner Praxis, da er für eine Patientin den „G-Punkt-Johnny“ spielen soll. |           |                                      |                                     |                      |                                       |               | |
| 158 | 19        | Superdad                             | Keith Moon Is Vomiting in His Grave | 12. Apr. 2010        | 5. Feb. 2011                          | James Widdoes | Handlung: Mark Roberts & Don Foster Schauspiel: Eddie Gorodetsky & Jim Patterson                                                             |
| Jake bringt seinen neuen Freund Eldridge übers Wochenende mit zu seinem Vater, und gemeinsam gehen sie Charlie, der einen Titelsong für eine Serie schreiben muss, auf die Nerven. Als die beiden schließlich Bier aus dem Kühlschrank klauen und sich am Strand betrinken, beschließt Alan zu handeln und Eldridges Mutter Lyndsey zur Rede zu stellen. Als er Lyndsey jedoch sieht, ist er von ihrer Schönheit geblendet und verzichtet auf seine Moralpredigt. |           |                                      |                                     |                      |                                       |               | |
| 159 | 20        | Austern mit Erdbeeren                | I Called Him Magoo                  | 10. Mai 2010         | 12. Feb. 2011                         | James Widdoes | Handlung: Chuck Lorre & Lee Aronsohn Schauspiel: Mark Roberts, Don Foster & Susan Beavers                                                    |
| Um bei Eldridges Mutter Lyndsey Eindruck zu machen, lädt Alan sie in ein Hotel ein, wo er vorgibt Muscheln und Champagner zu bestellen, welche er jedoch selbst dabei hat. Da Lyndsey längere Zeit auf der Toilette verbringt, isst Alan jedoch alle Muscheln selbst und bekommt daraufhin heftige Magenprobleme. Charlie heuert derweil eine Edelprostituierte an, die seine Exverlobte Chelsea ersetzen soll, indem sie ihm Vorwürfe macht und ihn wie ein Kind behandelt. |           |                                      |                                     |                      |                                       |               | |
| 160 | 21        | Die Standuhr                         | Gumby with a Pokey                  | 17. Mai 2010         | 9. Feb. 2011                          | James Widdoes | Handlung: Chuck Lorre, Lee Aronsohn, Susan Beavers & David Richardson Schauspiel: Mark Roberts, Don Foster, Eddie Gorodetsky & Jim Patterson |
| Alans Schwieger-Großvater ist verstorben und hat Alan in seinem Testament erwähnt. Um die Standuhr, die ihm vermacht wurde, abzuholen, fährt er zusammen mit Jake nach Sacramento. Auf dem Rückweg ist Alan sehr besorgt, dass die Uhr gestohlen werden könnte, und nimmt sie sogar mit ins Hotelzimmer. Als er jedoch auf dem Highway über einen Hubbel fährt, öffnet sich die Kofferraumklappe, und die Uhr zerschlägt auf der Straße. Charlie hat derweil Probleme einzuschlafen und geht zu Russel in die Apotheke, um sich ein Schlafmittel zu holen. Da Russel jedoch ein Freund von „natürlicher Medizin“ ist, bekommt Charlie, statt ein paar Tabletten, ein Tütchen Marihuana von ihm. Zuhause dreht sich Charlie zusammen mit Berta eine Tüte und bekommt, während Berta weg ist, um einzukaufen, Wahnvorstellungen von seinen Freundinnen, die ihm Vorwürfe wegen ihrer gescheiterten Beziehungen machen. |           |                                      |                                     |                      |                                       |               | |
| 161 | 22        | Das wird kein gutes Ende nehmen      | This Is Not Gonna End Well          | 24. Mai 2010         | 19. Feb. 2011                         | Lee Aronsohn  | Handlung: Chuck Lorre, Lee Aronsohn, Mark Roberts & Don Foster Schauspiel: Eddie Gorodetsky, Susan Beavers, Jim Patterson & David Richardson |
| Weil Charlie zahlreiche unbezahlte Strafzettel hat und zu einem angeordneten Gerichtstermin nicht erschienen ist, wird ihm der Führerschein entzogen, weshalb er sich nun von Alan und Jake herumfahren lassen muss. Alan gesteht Charlie derweil, dass er zu Chelseas Geburtstagsfeier eingeladen ist. Da Charlie schon vor Monaten ein Geschenk für Chelsea gekauft hat, bittet er Jake es ihr zu geben, während er im Auto wartet, um keine Szene zu machen. Weil Chelsea durch das Geschenk und die damit verbundenen Gedanken an die Zeit mit Charlie sehr überwältigt ist, geht sie an die frische Luft. Weil Charlie nicht will, dass Chelsea erfährt, dass er vor ihrer Tür gewartet hat, fährt er schnell weg, als er sie kommen sieht, und fährt direkt in ein Polizeiauto. |           |                                      |                                     |                      |                                       |               | |

## DVD-Veröffentlichung
In den Vereinigten Staaten wurde die DVD zur siebten Staffel am 21. September 2010 veröffentlicht. In Deutschland ist die DVD zur siebten Staffel seit dem 15. April 2011 erhältlich.